# Ville Valasti
Ville Pietunpoika Valasti (* 14. September 1993 in Helsinki) ist ein finnischer American-Football-Spieler auf der Position des Defensive Ends. Er spielte College-Football für die Eastern Michigan Eagles. Seine Freshman-Saison absolvierte er zuvor bei den Diablo Valley Vikings an einem Junior College in Kalifornien. In der Saison 2023 steht er bei Stuttgart Surge in der European League of Football (ELF) unter Vertrag.

## Werdegang
„Meine Geschichte begann im Jahr 2011. Früher spielte ich Eishockey. Damit hörte ich als 16-Jähriger auf. Ein Jahr lang machte ich überhaupt nichts, aber ich hatte doch das Bedürfnis, wieder Sport zu treiben. Ich schaute den Film ‚Blind Side‘ mit Sandra Bullock in der Hauptrolle. Er inspirierte mich so, dass ich diese Sportart direkt mal ausprobieren wollte.“

Die ersten Jahre in der finnischen Vaahteraliiga
Valasti spielte in seiner Jugend Eishockey, ehe er im Jahr 2011 bei den Helsinki Wolverines mit dem American Football begann. Am 10. Juni 2012 bekam er beim Spiel gegen die Turku Trojans erstmals Spielzeit in der Vaahteraliiga, der höchsten Spielklasse in Finnland. Im weiteren Saisonverlauf wurde er lediglich ein weiteres Mal eingesetzt und schloss so seine erste Saison auf höchstem finnischen Niveau ab, ohne Einzug in die Statistiken erlangt zu haben. Dies änderte sich zur Saison 2013, als er in allen zehn Spielen der regulären Saison auf dem Feld stand und vereinzelt bereits als Starter auflief. Gemeinsam mit den Wolverines verlor er gegen die Helsinki Roosters wie im Vorjahr das Finale um die finnische Meisterschaft, dem Maple Bowl. 2014 war Valasti Stammspieler auf der Position des Defensive Ends und kam in einem Spiel auch als Runningback und Kick Returner zum Einsatz. Valasti gelangen vier Sacks sowie die ligaweit drittmeisten Tackles for Loss (13). Zur Saison 2015 verzichteten die Wolverines auf eine Teilnahme an der Vaahteraliiga, weshalb Valasti zu den Helsinki Roosters wechselte. Nachdem Valasti zu Beginn als Starter gespielt hatte, bekam er gegen Saisonende etwas weniger Spielzeit. Mit den Roosters erreichte er das Finale, welches sie gegen die Seinäjoki Crocodiles mit 45:31 gewannen.
Die College-Jahre in den Vereinigten Staaten
Im Jahr 2016 verpflichtete sich Valasti für das Diablo Valley Junior College im Contra Costa County, Kalifornien. Nachdem er in der Vaahteraliiga vorrangig auf der Position des Defensive Ends zum Einsatz gekommen war, stand er für die Vikings häufiger als Nose oder Defensive Tackle auf dem Feld. Bei den Vikings war Valasti nicht nur auf Anhieb Starter, sondern konnte sich mit 10,5 Sacks zu einem der besten Pass Rusher der Conference entwickeln. Zum Saisonende war er der Zweitplatzierte bei der Wahl zum Defensive Player of the Year. Valasti bezeichnete seine Zeit am Junior College als eine der härtesten Zeiten seines Lebens. Als Zwei-Sterne-Rekrut wechselte er zur Saison 2017 mit einem Vollstipendium an die Eastern Michigan University, um für die Eagles an einem NCAA Division I College-Football zu spielen. Insgesamt hatte er von sieben Division-I-Colleges Stipendienangebote erhalten. Aufgrund einer NCAA-Regel war Valasti in seiner ersten Saison bei den Eagles erst im sechsten Spiel spielberechtigt. In den folgenden sechs Spielen fand er mit sechs Tackles Einzug in die Statistik. In der College Football Saison 2018 stand Valasti in elf Spielen auf dem Feld und erzielte dabei sieben Tackles. Nach der Saison wurde er in das Academic All-Mid-American Conference Football Team berufen. Den Sommer 2019 verbrachte Valasti in Biberach an der Riß, wo er bei den Biberach Beavers in sieben Spielen der GFL-2-Saison auf dem Feld stand und seine erste Interception fing. Zurück am College kam er 2019 nicht mehr als Spieler zum Einsatz, sondern verbrachte die Saison als Assistent des Coaching Staff.
Rückkehr nach Europa
Im Dezember 2019 gab die Frankfurt Universe die Verpflichtung Valastis zur GFL-Saison 2020 bekannt. Aufgrund der COVID-19-Pandemie wurde die GFL-Saison abgesagt, sodass Valasti kein Pflichtspiel für die Universe bestritt. Im Frühjahr 2020 war Valasti zudem zum CFL Global Combine eingeladen worden, doch sagte er aufgrund von Reiseproblemen seine Teilnahme ab. Im Mai 2020 kehrte er zu seinem Heimatverein, den Helsinki Wolverines, zurück. In der pandemiebedingt verkürzten Vaahteraliiga-Saison kam Valasti in allen Spielen zum Einsatz. In der regulären Saison führte er die Liga mit sechs Sacks und neun Tackles for Loss an und knüpfte mit zehn Tackles und einem Sack auch in den beiden Play-off-Spielen an diese Leistung an. Dennoch verlor er mit den Wolverines gegen die Kuopio Steelers den Maple Bowl, dem Finale um die finnische Meisterschaft. Nach der Saison wurde er mit dem Vuoden Linjamies (Bester Line-Spieler) ausgezeichnet und ins All-Star-Team berufen. Darüber hinaus wurde der Finne vom Football-Nachrichtenportal American Football International in das AFI All-Pandemic Team ernannt. Im Januar 2021 verlängerte Valasti seinen Vertrag bei den Wolverines um eine weitere Saison, doch kam der Vertrag letztlich nicht zustande.
Gewinn des ELF Championship Games
Zur historisch ersten Saison der European League of Football 2021 wurde Valasti von der Frankfurt Galaxy unter Cheftrainer Thomas Kösling verpflichtet. Er kam in den ersten neun Spielen als Starter zum Einsatz, ehe er am letzten Spieltag der regulären Saison geschont wurde. Valasti erreichte mit der Galaxy das erste ELF Championship Game in Düsseldorf, das die Frankfurter mit 32:30 gegen die Hamburg Sea Devils gewannen. Insgesamt gelangen ihm 19 Tackles und viereinhalb Sacks. Zudem wurden fünf Strafen gegen ihn ausgesprochen. Anfang Dezember 2021 wurde bekannt, dass sich Valasti für die Saison 2022 der finnischen Vaahteraliiga erneut den Helsinki Wolverines angeschlossen hat. Zur Saison 2023 wurde er von Stuttgart Surge aus der ELF verpflichtet.
Nationalmannschaft
Valasti spielte von 2013 bis 2015 sowie nach seiner Rückkehr aus den Vereinigten Staaten in der finnischen Nationalmannschaft. Bei der American-Football-Europameisterschaft 2021 gewann er mit Finnland Bronze.

## Statistiken
| Jahr                                                             | Team                  | Spiele | Tackles | Tackles | Tackles | Tackles | Tackles | Interceptions | Interceptions | Interceptions | Interceptions | Interceptions | Fumbles | Fumbles | Fumbles |
| Jahr                                                             | Team                  | Spiele | Total   | Solo    | Ast     | TFL     | Sack    | BU            | INT           | YDS           | Avg           | TD            | FF      | FR      | TD      |
| ---------------------------------------------------------------- | --------------------- | ------ | ------- | ------- | ------- | ------- | ------- | ------------- | ------------- | ------------- | ------------- | ------------- | ------- | ------- | ------- |
| Vaahteraliiga 1                                                  |                       |        |         |         |         |         |         |               |               |               |               |               |         |         |         |
| 2012                                                             | Helsinki Wolverines   | 02     | 00,0    | 0       | 0       | 00,0    | 00,0    | 0             | 0             | 0             | 0             | 0             | 0       | 0       | 0       |
| 2013                                                             | Helsinki Wolverines   | 10     | 08,0    | 03      | 10      | 01,0    | 00,5    | 0             | 0             | 0             | 0             | 0             | 0       | 0       | 0       |
| 2014                                                             | Helsinki Wolverines   | 10     | 29,5    | 22      | 15      | 13,0    | 04,0    | 0             | 0             | 0             | 0             | 0             | 1       | 0       | 0       |
| 2015                                                             | Helsinki Roosters     | 10     | 12,0    | 09      | 06      | 04,0    | 03,0    | 2             | 0             | 0             | 0             | 0             | 0       | 0       | 0       |
| 2020                                                             | Helsinki Wolverines   | 05     | 23,0    | 15      | 16      | 09,0    | 06,0    | 1             | 0             | 0             | 0             | 0             | 0       | 1       | 0       |
| 2022                                                             | Helsinki Wolverines   | 05     | 08,0    | 07      | 02      | 05,5    | 04,0    | 1             | 0             | 0             | 0             | 0             | 0       | 0       | 0       |
| Vaahteraliiga Gesamt                                             | Vaahteraliiga Gesamt  | 42     | 80,5    | 56      | 49      | 32,5    | 17,5    | 4             | 0             | 0             | 0             | 0             | 1       | 1       | 0       |
| Junior College                                                   |                       |        |         |         |         |         |         |               |               |               |               |               |         |         |         |
| 2016                                                             | Diablo Vikings        | 11     | 36      | 24      | 12      | 14,5    | 10,5    | 1             | 0             | 0             | 0             | 0             | 0       | 0       | 0       |
| Junior College Gesamt                                            | Junior College Gesamt | 11     | 36      | 24      | 12      | 14,5    | 10,5    | 1             | 0             | 0             | 0             | 0             | 0       | 0       | 0       |
| College Division I                                               |                       |        |         |         |         |         |         |               |               |               |               |               |         |         |         |
| 2017                                                             | EMU Eagles            | 06     | 06      | 03      | 03      | 00,0    | 00,0    | 0             | 0             | 0             | 0             | 0             | 0       | 0       | 0       |
| 2018                                                             | EMU Eagles            | 11     | 07      | 01      | 06      | 00,5    | 00,0    | 0             | 0             | 0             | 0             | 0             | 0       | 0       | 0       |
| College Gesamt                                                   | College Gesamt        | 17     | 13      | 04      | 09      | 00,5    | 00,0    | 0             | 0             | 0             | 0             | 0             | 0       | 0       | 0       |
| German Football League 2                                         |                       |        |         |         |         |         |         |               |               |               |               |               |         |         |         |
| 2019                                                             | Biberach Beavers      | 07     | 19      | 11      | 08      | 03      | 02,0    | 3             | 1             | 0             | 0             | 0             | 0       | 0       | 0       |
| GFL 2 Gesamt                                                     | GFL 2 Gesamt          | 07     | 19      | 11      | 08      | 03      | 02,0    | 3             | 1             | 0             | 0             | 0             | 0       | 0       | 0       |
| European League of Football                                      |                       |        |         |         |         |         |         |               |               |               |               |               |         |         |         |
| 2021                                                             | Frankfurt Galaxy      | 10     | 16      | 08      | 08      | 07      | 04,5    | 0             | 0             | 0             | 0             | 0             | 1       | 1       | 0       |
| ELF Gesamt                                                       | ELF Gesamt            | 10     | 16      | 08      | 08      | 07      | 04,5    | 0             | 0             | 0             | 0             | 0             | 1       | 1       | 0       |
| Jahr                                                             | Team                  | Spiele | Total   | Solo    | Ast     | TFL     | Sack    | BU            | INT           | YDS           | Avg           | TD            | FF      | FR      | TD      |
| Quellen: sajl.org, dvcvikings.com, emueagles.com, stats.gfl.info |                       |        |         |         |         |         |         |               |               |               |               |               |         |         |         |

## Privates
Valasti hat einen Bruder sowie zwei Schwestern. Er besuchte bis 2012 das „Itäkeskuksen lukio“-Gymnasium. Später studierte er an der Eastern Michigan University in Ypsilanti Psychologie mit dem Nebenfach Kommunikationswissenschaft. Anschließend begann er ein Fernstudium der Sportpsychologie an der Universität Jyväskylä. Valasti leistete seinen Militärdienst in Finnland ab.